# Episodi di C'era una volta (sesta stagione)
La sesta stagione della serie televisiva C'era una volta, composta da 22 episodi, è stata trasmessa negli Stati Uniti per la prima volta dall'emittente ABC dal 25 settembre 2016 al 14 maggio 2017.
In Italia gli episodi sono stati pubblicati settimanalmente sulla piattaforma on demand Netflix dal 5 ottobre 2016 al 24 maggio 2017. È stata trasmessa in chiaro su Rai 4 dal 4 al 18 ottobre 2017.
Sean Maguire ricompare come guest star, mentre gli antagonisti principali di questa stagione sono: il Dottor Jekyll e Mr. Hyde, la parte malvagia di Regina Mills e successivamente Fiona, la Fata Nera.
| nº | Titolo originale          | Titolo italiano                  | Prima TV USA      | Pubblicazione Italia |
| -- | ------------------------- | -------------------------------- | ----------------- | -------------------- |
| 1  | The Savior                | I Salvatori                      | 25 settembre 2016 | 5 ottobre 2016       |
| 2  | A Bitter Draught          | Una pozione amara                | 2 ottobre 2016    | 12 ottobre 2016      |
| 3  | The Other Shoe            | L'altra scarpetta                | 9 ottobre 2016    | 19 ottobre 2016      |
| 4  | Strange Case              | Lo strano caso                   | 16 ottobre 2016   | 26 ottobre 2016      |
| 5  | Street Rats               | Straccioni                       | 23 ottobre 2016   | 2 novembre 2016      |
| 6  | Dark Waters               | Acque profonde                   | 30 ottobre 2016   | 9 novembre 2016      |
| 7  | Heartless                 | Senza cuore                      | 6 novembre 2016   | 16 novembre 2016     |
| 8  | I'll Be Your Mirror       | Sarò il tuo specchio             | 13 novembre 2016  | 23 novembre 2016     |
| 9  | Changelings               | La Fata Nera                     | 27 novembre 2016  | 7 dicembre 2016      |
| 10 | Wish You Were Here        | Vorrei che fossi qui             | 4 dicembre 2016   | 14 dicembre 2016     |
| 11 | Tougher Than the Rest     | Il cigno                         | 5 marzo 2017      | 15 marzo 2017        |
| 12 | Murder Most Foul          | Un assassinio scellerato         | 12 marzo 2017     | 22 marzo 2017        |
| 13 | Ill-Boding Patterns       | Figli                            | 19 marzo 2017     | 29 marzo 2017        |
| 14 | Page 23                   | Pagina 23                        | 26 marzo 2017     | 5 aprile 2017        |
| 15 | A Wondrous Place          | Un posto sorprendente            | 2 aprile 2017     | 12 aprile 2017       |
| 16 | Mother's Little Helper    | Il piccolo aiutante della mamma  | 9 aprile 2017     | 19 aprile 2017       |
| 17 | Awake                     | Svegli                           | 16 aprile 2017    | 26 aprile 2017       |
| 18 | Where Bluebirds Fly       | La magia di Zelena               | 23 aprile 2017    | 3 maggio 2017        |
| 19 | The Black Fairy           | La madre di Tremotino            | 30 aprile 2017    | 10 maggio 2017       |
| 20 | The Song in Your Heart    | La canzone nel tuo cuore         | 7 maggio 2017     | 17 maggio 2017       |
| 21 | The Final Battle (Part 1) | La battaglia finale - (1ª parte) | 14 maggio 2017    | 24 maggio 2017       |
| 22 | The Final Battle (Part 2) | La battaglia finale - (2ª parte) | 14 maggio 2017    | 24 maggio 2017       |

## I Salvatori
- Titolo originale: The Savior
- Diretto da: Eagle Egilsson
- Scritto da: Edward Kitsis e Adam Horowitz
- Antefatti riguardanti: Aladdin e Jafar

### Trama
Agrabah, passato. Mentre il primo Sortilegio sta inglobando Agrabah, il perfido stregone Jafar scappa verso il Paese delle Meraviglie, ma prima fa tappa alla casa del Salvatore Aladdin, ridicolizzandolo per la sua codardia, menzionando che per i Salvatori come lui non è riservato alcun lieto fine: la mano di Aladdin, d'improvviso, comincia a tremare incontrollabilmente.
Storybrooke, presente. Gli eroi devono vedersela con i nuovi arrivati dalla Terra delle Storie Mai Raccontate portati da Hyde che, intanto, viene reso inoffensivo con una macchina costruita da Jekyll e internato in manicomio. Mary Margaret e David tranquillizzano i forestieri, dando loro vitto e alloggio da Granny, ma Emma inizia ad avere gli stessi spasmi alla mano visti con Aladdin, aggiunti a delle visioni nelle quali la Salvatrice combatte contro una figura incappucciata. Per avere risposte su cosa le stia succedendo, Emma discute con Hyde e, con le sue indicazioni, la donna segue una veggente, l'Oracolo, che le conferma che le sue allucinazioni mentali siano sprazzi di un futuro incombente in cui la Salvatrice morirà inequivocabilmente. Emma, così, per non far allarmare i genitori, gli amici e Uncino, tiene per lei il segreto. Nel frattempo, Regina e Zelena espandono il loro rapporto, ma Regina, oltre che a incolpare la sorella per la morte di Robin, è arrabbiata che Zelena abbia perso la piuma che Roland le aveva regalato. Zelena, oltraggiata dagli insulti di Regina, si trasferisce in casa propria con la piccola Robin, ma viene ricevuta dalla Regina Cattiva, parte malvagia della sorella, con la quale si è sempre sentita più in sintonia. 
Terra delle Storie Mai Raccontate, presente. Gold, con le istruzioni di Hyde, entra nei sogni della dormiente Belle al Tempio di Morfeo. Morfeo guida Gold, dicendogli che avrà solo un'ora per salvare Belle, altrimenti la ragazza andrà nel tormentato Mondo Oltreconfine. Nei panni di Tremotino, Gold deve far rinnamorare Belle di lui, facendole rivivere i loro momenti più dolci: il sogno è ambientato all'epoca in cui Belle era la domestica del Signore Oscuro, tuttavia, fermamente certa che l'uomo non cambierà mai e che il loro bambino sarà al sicuro senza di lui, rifiuta il Bacio del Vero Amore di Gold. A questo punto, Morfeo annuncia di essere in verità il figlio di Gold e Belle, che, non essendo ancora nato, può condividere i sogni della madre; il ragazzo avvisa Belle di non fidarsi di Gold, e poi, con un bacio in fronte, la fa risvegliare. Gold è stupito e addolorato che persino suo figlio finirà con l'odiarlo e, prima di attraversare un portale per Storybrooke con la Bacchetta dell'Apprendista, Belle gli chiarisce che, d'ora in poi, non saranno più una famiglia. 
- Guest star: Deniz Akdeniz (Aladdin), Beverley Elliott (vedova "Granny" Lucas/Nonna), Oded Fehr (Jafar), Hank Harris (Nathaniel/Dottor Jekyll), Giles Matthey (Gideon/Morfeo), Raphael Sbarge (Grillo Parlante/Archie Hopper), Sam Witwer (Jacob/Mister Hyde), Jordyn Ashley Olson (giovane infermiera/Oracolo).
- Ascolti USA: telespettatori 3 990 000 – share 18-49 anni 4%[2]

## Una pozione amara
- Titolo originale: A Bitter Draught
- Diretto da: Ron Underwood
- Scritto da: Andrew Chambliss e Dana Horgan
- Antefatti riguardanti: la Regina Cattiva e Edmond Dantés/il Conte di Montecristo

### Trama
Foresta Incantata, passato. A un ricevimento nel suo palazzo, Edmond Dantés, meglio conosciuto con l'appellativo di “Conte di Montecristo”, ammazza il barone Danglars, che uccise la sua fidanzata e che lo aveva fatto incarcerare 10 anni prima. La Regina Cattiva, ammirando la sua tenacia, lo assume per fare fuori Biancaneve e il Principe Azzurro, cosa che non può svolgere da sola visto che Tremotino ha gettato sui due un Incantesimo di Protezione. Edmond, per avere la lista dei nomi di tutti gli alleati di Danglars, accetta e, fingendo di essere un povero vinaio sfuggito a un tremendo attacco della Regina Cattiva, si conquista la fiducia di Biancaneve e James e viene ospitato nel loro castello. Tuttavia, il Conte s'innamora della bella servitrice di Biancaneve, Charlotte, molto somigliante alla sua ex fidanzata, e si tira indietro dal suo incarico, anche perché Tremotino ha bisogno che Biancaneve e James procreino la Salvatrice per la riuscita del suo piano, così, il Signore Oscuro, non potendo ferire Edmond, protetto dallo stesso incantesimo dei due sovrani dalla Regina Cattiva, avvelena Charlotte e lo spinge ad andare nella Terra delle Storie Mai Raccontate per arrestare la storia della ragazza e il veleno che le scorre in corpo.
Storybrooke, presente. Regina dà un ufficiale benvenuto ai personaggi della Terra delle Storie Mai Raccontate, tra cui vi è pure il Conte di Montecristo. Intanto, la Regina Cattiva spruzza un incantesimo sul confine che vieta ai cittadini di abbandonare Storybrooke, e Zelena non ne fa parola con nessuno, ma prova dei forti sentimenti contrastanti tra bene e male. Nei pressi del dirigibile col quale gli estranei sono arrivati, Regina e Henry rinvengono il cadavere di Charlotte, infettata dal veleno nel momento in cui ha lasciato la Terra delle Storie Mai Raccontate, ed è allora che la Regina Cattiva fa il suo ingresso, mostrando di avere il cuore di Edmond per fargli assassinare Mary Margaret e David. Il Conte, controllato dalla Regina Cattiva, aggredisce Mary Margaret e David, ma solo il tempestivo intervento di Regina lo elimina con una perforata di spada: la Regina Cattiva, quindi, ha fatto vedere a Regina di essere ancora soggetta alla malignità, e, adesso, vuole narrare le storie mai raccontate di ognuno degli eroi per usarle a proprio vantaggio. Frattanto, Belle, per stare lontana da Gold, si trasferisce sulla Jolly Roger di Uncino, e David viene avvicinato dalla Regina Cattiva, che gli dà una vecchia moneta portafortuna di suo padre, e che insinua nell'uomo il dubbio che la morte del genitore non fu un incidente. In serata, Emma, in una delle sedute psichiatriche con Archie per confrontarsi sulle sue proiezioni, dice di essere preoccupata che l'individuo incappucciato con cui lotta sia proprio Regina, l'unica tra i suoi amici e parenti a essere assente nella visione.
- Guest star: Beverley Elliott (vedova "Granny" Lucas/Nonna), Raphael Sbarge (Grillo Parlante/Dr. Archie Hopper), Lee Arenberg (Leroy/Brontolo), Craig Horner (Edmond Dantès/Conte di Montecristo), Andrea Brooks (Charlotte).
- Ascolti USA: telespettatori 3 720 000 – share 18-49 anni 4%[3]

## L'altra scarpetta
- Titolo originale: The Other Shoe
- Diretto da: Steve Pearlman
- Scritto da: Jane Espenson e Jerome Schwartz
- Antefatti riguardanti: Cenerentola, Clorinda e Lady Tremaine

### Trama
Foresta Incantata, passato. La dolce Ella è ridotta a una servetta dalla crudele matrigna Lady Tremaine e dalle sue due sorellastre Clorinda e Tisbe. Un giorno, le Tremaine vengono invitate al Ballo Reale alla corte del Principe Thomas, ed Ella vorrebbe parteciparvi, ma Clorinda le brucia il bel vestito di sua madre, appioppandole lo sprezzante soprannome di “Cenerentola”. Tra i resti dell'abito vi è una chiave, che, a detta della madre di Ella, può condurre nella Terra delle Storie Mai Raccontate. Dopo aver firmato il contratto con Tremotino, Cenerentola va al ballo e danza con il Principe Thomas, ma Lady Tremaine la suggestiona con la menzogna che Thomas sia ammaliato da Clorinda. Sconsolata, Cenerentola scappa dal castello, smarrendo nella corsa una delle sue scarpette di cristallo. Clorinda si scusa con Cenerentola per tutte le cattiverie che le ha cagionato e imposte da Lady Tremaine, e le svela di essere innamorata del valletto di Thomas, Jacob, così, Ella presta alla sorellastra la chiave della mamma per farla fuggire con Jacob nella Terra delle Storie Mai Raccontate e non essere più tallonata da Lady Tremaine. Purtroppo, Cenerentola si piega al ricatto di dire dove sia Clorinda all'infida donna, che rompe la sua altra scarpetta di cristallo e rinchiude la figliastra in soffitta. Per fortuna, Biancaneve e Thomas, allertati dal topolino Gus, salvano Cenerentola, che subito corre da Clorinda, ma, disgraziatamente, Lady Tremaine si sposta nella Terra delle Storie Mai Raccontate con Clorinda, vietandole di essere felice con Jacob.
Storybrooke, presente. I tremori di Emma attenuano notevolmente i suoi poteri magici, ma il dovere massimo della Salvatrice è di reperire Ashley (Cenerentola), scomparsa misteriosamente con un fucile, forse per uccidere Lady Tremaine e Clorinda, che sono tra gli esuli della Terra delle Storie Mai Raccontate. La Regina Cattiva, però, si interpone per far avverare la storia di Ashley e mettere in cattiva luce Emma. Intanto, David, sempre più martellato dall'arcana morte del padre, vuol fare giustizia e tralascia gli avvertimenti di Mary Margaret sulla vendetta. Mary Margaret e Regina, poi, dispongono il laboratorio di Whale (Frankenstein) per Jekyll, allo scopo che i dottori creino una qualche arma contro la Regina Cattiva. Nel frattempo Ashley incappa in Clorinda, furiosa con lei per aver spifferato la verità sulla sua relazione con Jacob a Lady Tremaine, che, non avendo potuto rovinare il lieto fine di Ashley e Sean, sta per sfasciare quello di Clorinda con Jacob, il quale ha sempre vissuto a Storybrooke fin dal primo Sortilegio Oscuro. Ashley si frappone, e viene ferita a morte dalla matrigna, ma Emma, con il supporto di Henry, la guarisce con la sua magia: Lady Tremaine viene condannata ai servizi sociali; Ashley si riappacifica con la sorellastra; Clorinda può vivere serenamente con Jacob; ed Emma chiede a Uncino di trasferirsi da lei. In tutto ciò, Gold manda a Belle una registrazione di una ninna nanna per il loro bambino, e la Regina Cattiva libera Hyde dall'ospedale psichiatrico per coalizzarsi con lui.
- Guest star: Beverley Elliott (vedova "Granny" Lucas/Nonna), Raphael Sbarge (Grillo Parlante/Dr. Archie Hopper), Lee Arenberg (Leroy/Brontolo), David Anders (Dr. Whale/Victor Frankenstein), Hank Harris (Dr. Jekyll), Jessy Schram (Ashley Boyd/Cenerentola), Sam Witwer (Mr. Hyde), Lisa Banes (Lady Tremaine), Max Lloyd-Jones (Jacob), Mekenna Melvin (Clorinda Tremaine), Tim Phillipps (Sean Herman/Principe Thomas), Goldie Hoffman (Tisbe Tremaine).
- Ascolti USA: telespettatori 4 110 000 – share 18-49 anni 4%[4]

## Lo strano caso
- Titolo originale: Strange Case
- Diretto da: Alrick Riley
- Scritto da: David H. Goodman e Nelson Soler
- Episodio dedicato a: Dottor Jekyll e Mister Hyde

### Trama
Reame dell'età Vittoriana, passato. Il dottor Henry Jekyll sta lavorando a un siero in grado di separare la parte buona di una persona da quella oscura, ma la sua richiesta di fondi viene respinta dal dottor Lydgate, illustre direttore dell'Accademia delle Scienze (nonché psicologo del manicomio visto in C'era una volta nel Paese delle Meraviglie). Il progetto, però, interessa molto Tremotino, che perfeziona il filtro con la magia per sperimentarlo su Jekyll, dando così vita allo spregiudicato e affascinante Mr. Hyde. Quest'ultimo, con la minaccia di diffondere in giro l'adulterio di Lydgate, ha il permesso di procedere con il siero all'Accademia, ma, tornato a essere sé stesso, Jekyll si affida nuovamente a Hyde per fare breccia nel cuore di Mary, la figlia di Lydgate. Tuttavia, Mary s'invaghisce di Hyde, col quale passa una notte di passione, ma il mattino successivo, Mary si risveglia al fianco di Jekyll, e lo rigetta con disgusto. Furibondo, Jekyll scaglia Mary giù da una finestra, e, per non essere incriminato, addossa la colpa su Hyde e scappa via. Furente per il fallimento del siero, che non ha smembrato il lato cattivo di Jekyll dall'amore per Mary, Tremotino bandisce Jekyll/Hyde nella Terra delle Storie Mai Raccontate, poiché sperava che la pozione potesse sopprimere la sua crescente affettuosità per Belle.
Storybrooke, presente. La Regina Cattiva e Hyde rubano una collanina di Mary dal negozio di Gold, che non può muovere un dito per via di un accordo stretto con la Regina Cattiva che gli assicura la protezione di Belle e del loro bambino. L'evasione di Hyde agita gli eroi, perciò Jekyll ultima immediatamente il siero, la sola arma che possa ucciderlo, ma purtroppo, Hyde, con un Incantesimo di Localizzazione sulla collana di Mary presa da Jekyll, demolisce il suo laboratorio e le sue provviste. Per buona sorte, Jekyll ha mantenuto una fiala, che Gold versa sul Pugnale dell'Oscuro per freddare Hyde. Intanto, Belle, barricata sulla Jolly Roger da un Incantesimo di Protezione di Gold per non far salire a bordo Hyde, accoglie Jekyll, e Gold si rende conto, a sue spese, che il siero travasato sul pugnale è fasullo per colpa di Hyde, che s'impossessa del Pugnale dell'Oscuro, con cui lo obbliga ad assistere alla orrenda vicenda che si sta verificando sulla Jolly Roger: Jekyll sta attaccando Belle per vendicarsi del Signore Oscuro per avergli portato via Mary, convalidando che il vero cattivo tra i due non sia Hyde, ma proprio Jekyll. Il tempestivo intervento di Uncino, richiamato da Belle con una conchiglia magica, uccide Jekyll: con la morte di Jekyll, perisce anche Hyde. L'esperienza fa capire a Regina che, alla fin fine, Jekyll e Hyde fossero ancora la stessa persona, dacché il primo aveva retto l'oscurità, e il secondo poteva amare, per cui, il modo di sconfiggere la Regina Cattiva è di uccidere la sua metà originale, ovvero Regina. Emma, quindi, le garantisce che, in faccende estreme, farà il necessario, anche se potrà andarci di mezzo la sicurezza di Regina. Nel frattempo, Mary Margaret riprende la cattedra di insegnante e conosce la giovane assistente Shirin, proveniente dalla Terra delle Storie Mai Raccontate, ma nativa di un remoto regno perduto. Sul tardi, Shirin incontra l'Oracolo nella foresta, e fa trasparire la sua reale identità di Principessa Jasmine di Agrabah, sotto copertura a Storybrooke per cercare Aladdin.
- Guest star: Lee Arenberg (Leroy/Brontolo), Hank Harris (Dottor Jekyll), Sam Witwer (Mister Hyde), Jonny Coyne (Dottor Lydgate), Karen David (Shirin/Principessa Jasmine), Elizabeth Blackmore (Mary Lydgate), Olivia Steele Falconer (Violet), David Paul Grove (Dotto), Reilly Jacob (Tom Sawyer), Jordyn Ashley Olson (Oracolo).
- Ascolti USA: telespettatori 3 530 000 – share 18-49 anni 4%[5]

## Straccioni
- Titolo originale: Street Rats
- Diretto da: Norman Buckley
- Scritto da: Edward Kitsis e Adam Horowitz
- Antefatti riguardanti: Aladdin, Jasmine e Jafar

### Trama
Agrabah, passato. Jafar ha soggiogato con un incantesimo il Sultano di Agrabah, padre della Principessa Jasmine, e dilaniato tutta Agrabah. Jasmine ingaggia dunque lo spavaldo ladro Aladdin per il recupero di un'arma magica preservata nella Caverna delle Meraviglie, il Diamante allo Stato Grezzo, con cui schiacciare Jafar. Recitando la frase “Apriti Sesamo”, Aladdin e Jasmine penetrano nella grotta, ma il rubino non è che un imbroglio, e Aladdin esterna le sue prime facoltà magiche: è lui il “Diamante allo Stato Grezzo” che serve ad Agrabah per sconfiggere Jafar, in quanto Salvatore. Poco dopo, Jafar, col potere dell'Oracolo, spiattella ad Aladdin il suo futuro di morte che è devolto a ogni Salvatore, e gli porge le Forbici delle Parche, delle cesoie incantate che possono recidere i legami col proprio destino. Aladdin, però, desiste, e libera Jasmine e suo padre dal controllo di Jafar, ma continua ancora ad avere con sé le cesoie.
Storybrooke, presente. Emma e Archie scoprono il cadavere dell'Oracolo, e acciuffano Shirin, che stava fuggendo. Col fiato sul collo, Shirin si proclama Principessa Jasmine di Agrabah, e ha urgente bisogno di Aladdin per salvare la sua terra. Nel frattempo, la Regina Cattiva denota ad Archie di essere l'assassina dell'Oracolo, che non voleva dirle delle visioni di Emma, perciò, trasforma il terapeuta in grillo e lo fa sorvegliare da Zelena, e assume le sue sembianze. In questo modo, la Regina Cattiva spinge Emma a confessare tutto alla sua famiglia, ma per Emma si accende un barlume di speranza sentendo che Aladdin sia un Salvatore e, probabilmente, ancora vivo, segnale che forse la morte di un Salvatore non sia fato inesorabile. Con un incantesimo che lega la magia dei Salvatori, Emma, Regina, Uncino, Henry e Jasmine arrivano nelle cripte, e da un gioiello dato tempo addietro ad Aladdin, Jasmine pensa orribilmente che il ragazzo sia morto. Henry si apre con Emma, scusandosi con la madre per averla trainata da Boston in un'esistenza di sofferenze che finirà presto con la sua dipartita, ed è allora che entra in scena Aladdin, nascostosi perché vergognoso per ciò che ha fatto: Aladdin ha utilizzato le cesoie di Jafar e non è più un Salvatore, pertanto ha abbandonato Agrabah per andare nella Foresta Incantata, dove è stato vittima del Sortilegio Oscuro di Regina. Con coraggio, Aladdin riabbraccia Jasmine e dà le Forbici delle Parche a Emma, che non ha alcuna intendimento di usarle, e che prega Uncino di disfarsene. Tuttavia, Uncino, temendo per la vita di Emma, conserva le cesoie senza che nessuno lo sappia.
- Guest star: Deniz Akdeniz (Aladdin), Beverley Elliott (vedova "Granny" Lucas/Nonna), Oded Fehr (Jafar), Karen David (Shirin/Principessa Jasmine), Jordyn Ashley Olson (Oracolo), Raphael Sbarge (Grillo Parlante/Dr. Archie Hopper), Cedric De Souza (Sultano), Kate Dion-Richard (Riccioli d'Oro).
- Altri interpreti: Gabe Khouth (Sig. Clark), David Forts (uomo robusto).
- Ascolti USA: telespettatori 3 400 000 – share 18-49 anni 3%[6]

## Acque profonde
- Titolo originale: Dark Waters
- Diretto da: Robert Duncan
- Scritto da: Andrew Chambliss e Brigitte Hales
- Antefatti riguardanti: Capitan Uncino, il Capitano Nemo e Liam Jones II

### Trama
Foresta Incantata, passato. Ai tempi del primo Sortilegio Oscuro, Capitan Uncino è ancora bramoso di avere la sua vendetta su Tremotino, e una sera, viene reclutato a forza sul Nautilus, il sottomarino del Capitano Nemo; il motto su cui si fonda la ciurma di Nemo è quello di rinunciare alla vendetta per poter navigare paciosamente in acque profonde. Nemo aggiunge Uncino a una spedizione per l'individuazione di un tesoro subacqueo, e, con la collaborazione anche del primo ufficiale del capitano, i tre scampano da un Kraken e superano la missione. All'interno del baule vi è una chiave che potrà farli accedere a un mondo noto come l'”Isola Misteriosa”, ma Uncino, alla vista di un vecchio pugnale di suo padre Brennan, apprende che il primo ufficiale di Nemo è il suo fratellastro Liam. Liam prova a uccidere Uncino per vendicarsi di essere cresciuto senza un padre, ma colpisce accidentalmente Nemo, così Uncino ha l'occasione giusta per filarsela dal Nautilus.
Storybrooke, presente. La Regina Cattiva, per mettere gli uni contro gli altri gli amici e i familiari di Emma, fa notare a Henry che Uncino non si è sbarazzato delle Forbici delle Parche, ma, nel diverbio tra il ragazzo e il pirata, i due vengono rapiti dall'equipaggio del Nautilus, ora comandato da Liam. Intanto, con un diversivo di Regina, Mary Margaret e David liberano Archie, mentre Emma incoraggia Aladdin a non aver timore. Jasmine, però, comunica ad Aladdin che, in seguito alla fuga del giovane da Agrabah, il regno desertico è sparito nel nulla. Sul Nautilus, Uncino e Henry hanno modo di risolvere le loro divergenze, tant'è che Henry, potendo salvarsi, sceglie di restare con Uncino, che mette fuori combattimento il vendicativo Liam. Questi dice che Nemo sia morto da quando sopraggiunsero sull'Isola Misteriosa, che è la Terra delle Storie Mai Raccontate. In ospedale, Uncino e Liam depongono l'ascia di guerra, e identificano un espatriato dalla Terra delle Storie Mai Raccontate gravemente ferito: Nemo, portato subito in ospedale e salvato. I tre possono dunque fare la pace. Nel frattempo, Belle fa la sua primissima ecografia, e, parlandone con Mary Margaret, la posa sotto l'uscio del negozio di Gold, che, frattanto, si sta intrattenendo con la Regina Cattiva. La strega gli dà le Forbici delle Parche, buttate nelle profondità marine da Uncino e Henry, cosicché Gold possa tagliare il futuro legame di odio col figlio, e l'uomo, in cambio, dovrà aiutare la donna a farle avere il cuore di Biancaneve.
- Guest star: Deniz Akdeniz (Aladdin), Karen David (Shirin/Principessa Jasmine), Faran Tahir (Capitano Nemo), Nick Eversman (primo ufficiale/Liam Jones II).
- Ascolti USA: telespettatori 3 060 000 – share 18-49 anni 3%[7]

## Senza cuore
- Titolo originale: Heartless
- Diretto da: Ralph Hemecker
- Scritto da: Jane Espenson
- Antefatti riguardanti: Biancaneve e David

### Trama
Foresta Incantata, passato. La Regina Cattiva è alle calcagna di Biancaneve, non ancora una fuorilegge. Biancaneve vende l'ultimo dei suoi cimeli di famiglia a un corrotto nobile per avere il denaro indispensabile ad abbandonare la Foresta Incantata, ma l'uomo segnala la principessa al Taglialegna, un cacciatore di taglie intenzionato a portarla dalla Regina Cattiva per intascarne la ricompensa. Con la mediazione della Fata Turchina, Biancaneve sfugge al Taglialegna e s'incammina per il vicino porto di Longbourn. Contemporaneamente, anche il pastore David è diretto a Longbourn per trovare un compratore per la sua fattoria, ormai sull'orlo della crisi. Sulla strada, David e il suo cane Wilby incrociano proprio il Taglialegna, che droga David con un infuso e sfrutta Wilby per catturare Biancaneve. Ripresosi, David sta per mettere in salvo Biancaneve dal carro del Taglialegna, che viene infine ucciso con le forze unite di entrambi, senza che però nessuno dei due guardi in viso l'altro. Biancaneve, così, capisce di essere piena di risorse e incomincia con la sua vita da bandita, per poi donare a David il suo denaro rimanente con cui fargli riscattare la fattoria: nell'istante in cui le dita di Biancaneve e David si sfiorano, una scintilla di Vero Amore cade a terra, facendo germogliare una piccola piantina.
Storybrooke, presente. La Regina Cattiva lancia un ultimatum a Mary Margaret e David: siccome sono protetti da un incantesimo di Regina, se i coniugi non consegneranno di propria spontaneità il cuore che condividono alla strega, lei distruggerà l'intera Storybrooke con l'acqua del Fiume delle Anime Perdute. Da ciò, gli eroi deducono che la Regina Cattiva sia in combutta con Gold, che le ha fatto recapitare l'acqua dall'Oltretomba col suo sangue di risorto. La Madre Superiora suggerisce loro di estirpare, nelle viscere di Storybrooke, il virgulto del Vero Amore, la pianta creata dall'amore tra Biancaneve e David, per intrappolare la Regina Cattiva. Regina si avvale della gelosia di Zelena verso la relazione tra Gold e la Regina Cattiva per intrattenerli e scendere nelle miniere con Mary Margaret e David. Toccando il germoglio, Mary Margaret e David vengono inondati da una serie di ricordi della loro turbolenta storia d'amore, tramite cui prendono atto che si erano già indirettamente conosciuti nella disavventura con il Taglialegna. Purtroppo, la Regina Cattiva disintegra il virgulto, e per Mary Margaret e David non resta che arrendersi per il bene di Storybrooke. La donna immette un particolare Incantesimo del Sonno sul cuore spartito dei suoi due nemici: baciando Mary Margaret con il Bacio del Vero Amore, David si addormenterà, e viceversa, in modo tale che gli amati non possano più stare insieme. Neanche Emma, tormentata dalle visioni e dai tremori alla mano, può far molto per i genitori, ma Uncino la rassicura che il Vero Amore dei suoi avrà la meglio. Intanto, Zelena rende partecipe Belle della tresca tra il marito e la Regina Cattiva, ma, per tutta risposta, Belle, fregandosene del loro intrigo, specifica a Gold di non osare impiegare le Forbici delle Parche sul loro bambino.
- Guest star: Keegan Connor Tracy (Madre Superiora/Fata Turchina), Lee Arenberg (Leroy/Brontolo), Gabrielle Rose (Ruth), Paul Johansson (Gabriel/Taglialegna), Paul Jarrett (nobile).
- Ascolti USA: telespettatori 3 560 000 – share 18-49 anni 3%[8]

## Sarò il tuo specchio
- Titolo originale: I'll Be Your Mirror
- Diretto da: Jennifer Lynch
- Scritto da: Jerome Schwartz e Leah Fong
- Eventi riguardanti: Emma Swan e Regina e Henry Mills
- Nota: l'episodio è interamente ambientato nel presente, e le azioni tra Storybrooke e il Mondo dietro lo Specchio sono contemporanee.

### Trama
Presente. A Storybrooke, Mary Margaret e David, condannati dalla maledizione della Regina Cattiva, fanno fatica ad adattarsi alla loro nuova vita da separati. Emma e Regina non hanno notizie da New York del Dragone, che si auguravano potesse dar loro una mano, e così, Regina ha l'idea di rinchiudere la sua metà malvagia nel Mondo dietro lo Specchio. Le donne, con l'aiuto di Henry, stregano uno specchio per trattenere la Regina Cattiva, che, tuttavia, avendo la mente in comune con Regina, le precede e le intrappola nel Mondo dietro lo Specchio. La Regina Cattiva, poi, si fa passare per Regina e fa credere agli eroi che Emma sia in viaggio per il ritrovamento del Dragone. Henry si prepara per il ballo scolastico con Violet ma, da una tipica frase della Regina Cattiva, si accorge che quella non è la sua vera madre. Emma e Regina, intanto, non sanno come uscire dal Mondo dietro lo Specchio, ma, inaspettatamente, s'imbattono nel Dragone, esiliato in quel posto dalla Regina Cattiva subito dopo che si era ricomposta. Il Dragone indica a Emma e Regina uno specchio rotto, una delle Fatiche di Sisifo, che funge da portale e che stava per essere ricomposto da Sydney nel tempo in cui era lo Specchio Magico di Regina. La Regina Cattiva, col cuore del Dragone, lo tramuta in uno spaventoso drago e fa aizzare contro Emma e Regina, e istiga Henry a schiacciare il suo cuore col Martello di Efesto per salvare le mamme. Henry, però, schianta il martello sullo Specchio Magico, così che Emma e Regina ritornino a Storybrooke. Parallelamente, Belle domanda a Zelena di usare la Bacchetta dell'Apprendista per farla fuggire nella Foresta Incantata ed essere distante da Gold, quindi, Aladdin, con le sue abilità di ladro, depreda l'oggetto dal negozio del Signore Oscuro, assieme anche a una Lampada Magica contenente un Genio che potrà aiutare lui e Jasmine con il salvataggio di Agrabah. Sfortunatamente, Gold previene le mosse di Belle e Zelena, si riprende la Bacchetta dell'Apprendista e inserisce un bracciale sul polso di Belle che gli evidenzierà sempre la posizione della moglie, ma non può far del male a Zelena in virtù del loro accordo pattuito a New York quando la Perfida Strega gli salvò la vita con l'Elisir del Cuore Ferito. Allora, Gold impone alla Regina Cattiva di togliere Zelena dalla circolazione.
- Guest star: Deniz Akdeniz (Aladdin), Karen David (Shirin/Principessa Jasmine), Beverley Elliott (vedova "Granny" Lucas/Nonna), Tzi Ma (Dragone), Olivia Steele Falconer (Violet).
- Ascolti USA: telespettatori 3 400 000 – share 18-49 anni 3%[9]

## La Fata Nera
- Titolo originale: Changelings
- Diretto da: Mairzee Almas
- Scritto da: David H. Goodman e Brian Ridings
- Antefatti riguardanti: Tremotino, Belle e la Fata Nera

### Trama
Foresta Incantata, passato. Belle, all'epoca serva di Tremotino, viene incaricata dal Signore Oscuro di accudire un bambino da lui rapito fino al calar del sole. Belle traduce, nelle stanze di Tremotino, una formula nella lingua delle Fate, che è un'invocazione alla Fata Nera, la più pericolosa di tutte con la passione di strappare i bimbi dalle braccia delle loro madri, ragion per cui il bambino sequestrato dal Signore Oscuro è un'esca per la Fata Nera. Tremotino chiude Belle nella torre per non farla ulteriormente interferire, ma la ragazza viene liberata dalla Fata Turchina e piomba all'incontro tra il Signore Oscuro e la Fata Nera. I due, nel frattempo, hanno avviato un drammatico confronto, da cui si scopre che la Fata Nera è nientedimeno che la madre di Tremotino, la quale preferì il potere all'amore per il figlio, che abbandonò in fasce. Belle sopraggiunge, dando modo alla Fata Nera di dileguarsi. Tremendamente scosso, Tremotino, osservando il ricongiungimento del neonato con i suoi genitori (Jack e Jill), riflette tristemente sulla felicità che non ha mai potuto provare.
Storybrooke, presente. Belle è protetta al convento delle Fate, ma Gold, per monito a tutte loro di non azzardarsi a tenerlo diviso dal suo bambino, sparge su una di esse una polvere magica che la invecchia rapidamente. Preoccupata, Belle, nei suoi sogni, viene riavvicinata dal figlio, che le dice che la risposta per contrastare Gold sia proprio davanti a lei, e infatti, Uncino constata che uno dei libri studiati da Belle è scritto con il nero di seppia. Emma e Uncino, dunque, paralizzano Gold con l'inchiostro e frugano nel suo negozio per un qualche oggetto che faccia al caso loro, ma, l'ennesima convulsione alla mano di Emma, fa capovolgere le cose. Gold è pronto persino a adoperare la polvere invecchiante su Belle per avere il figlio all'istante e tagliare il suo destino con le Forbici delle Parche, ma ha dei ripensamenti. Intanto, Aladdin e Jasmine sfregano la Lampada Magica, ma non fuoriesce alcun Genio (oramai libero e passato a miglior vita), perciò, Aladdin si ammanetta con i bracciali della lampada per essere lui stesso il Genio. La Regina Cattiva fronteggia Zelena, ma Regina salva la sorella, continuando però ad avercela con lei per la morte di Robin Hood. La Regina Cattiva, capendo di essere stata raggirata da Gold solo per uccidere Zelena, se lo inimica e fa bere a Belle, con l'inganno, una pozione che le accelera terribilmente la gravidanza, e in poche ore, la ragazza partorisce il bambino, dandogli il nome di Gedeone, come il protagonista del suo libro preferito “Il suo aitante eroe”. Belle, tuttavia, affida Gedeone alla Madre Superiora affinché la fata lo porti in un luogo lontano da Gold. Emma è risoluta ad affrontare il suo destino, e, con Uncino, s'infiltra nella bottega di Gold e scova la spada che, nella sua visione, la ucciderà.
- Guest star: Deniz Akdeniz (Aladdin), Karen David (Shirin/Principessa Jasmine), Beverley Elliott (vedova "Granny" Lucas/Granny), Giles Matthey (Gideon/Morfeo), Keegan Connor Tracy (Madre Superiora/Fata Turchina), Jaime Murray (Fata Nera).
- Altri interpreti: Tammy Gillis (Jill), Nick Hunnings (Jack), Jacky Lai (fata novizia), Edwina Shuster (suora anziana).
- Ascolti USA: telespettatori 3 270 000 – share 18-49 anni 3%[10]

## Vorrei che fossi qui
- Titolo originale: Wish You Were Here
- Diretto da: Ron Underwood
- Scritto da: Edward Kitsis e Adam Horowitz
- Eventi riguardanti: Emma Swan e Regina Mills
- Nota: l'episodio è interamente ambientato nel presente

### Trama
Storybrooke, presente. Al cimitero, la Regina Cattiva provoca Emma e Regina, ed Emma, infuriata, la colpisce in viso con la spada del negozio di Gold. Regina non ne risente del danno, il che attesta che l'arma abbia il potere di ferire il male lasciando intatto il bene. La Regina Cattiva si appropria della Lampada Magica, e fa esprimere ad Aladdin, ora il Genio, il desiderio che Emma non sia mai stata la Salvatrice, così, la donna viene inoltrata in un posto sconosciuto. Fortunatamente, Regina, essendo lei e la Regina Cattiva la stessa persona, ordina ad Aladdin di spedirla laddove è stata mandata Emma per riportarla indietro. Nel frattempo, furibondo per ciò che è capitato alla figlia, David defrauda la lampada della Regina Cattiva, diventandone il padrone, e comanda ad Aladdin di "dare alla strega quello che merita", ma stranamente il desiderio non pare sortire effetto e la Regina suppone perché lo ha già avuto. Intanto, Gold, non riuscendo a collocare la posizione di Gedeone, si appella a Belle e, per provare di avere buoni fini, le leva dal polso il bracciale localizzatore. Gold e Belle, poi, al convento delle Fate, vengono avvisati da una scombussolata Madre Superiora che Gedeone è stato rapito dalla Fata Nera, che lo ha convogliato in un reame oscuro in cui il tempo scorre molto più velocemente del dovuto. David, abbattuto per aver perso sia Emma, dispersa, sia Mary Margaret, prigioniera dell'Incantesimo del Sonno, è esausto di combattere e cede la lampada a Jasmine, con cui la ragazza si fa trasportare ad Agrabah con Aladdin. Più tardi, però, la Regina Cattiva viene attaccata e trasformata in serpente dalla figura incappucciata vista nella visione di Emma, apparentemente esaudendo quindi il desiderio di David. Il misterioso individuo si presenta a Gold e Belle, dimostrando di essere loro figlio Gedeone, adesso adulto.
Regno del Desiderio, presente. Regina sbuca in una versione alternativa della Foresta Incantata dove il suo Sortilegio Oscuro non ha funzionato: Biancaneve e il Principe Azzurro, invecchiati, hanno sconfitto ed esiliato la Regina Cattiva; Emma è cresciuta a palazzo senza essere la Salvatrice, ma solo una principessa delle favole, ed è vedova di Baelfire, padre del loro giovane figlio Henry. Regina, reputata ancora la Regina Cattiva in quell'universo, viene calunniata da Biancaneve e James, perciò consulta Tremotino, ancora detenuto nelle segrete del castello. Il Signore Oscuro, in cambio della libertà, elargisce alla donna un fagiolo magico e le dice che se vuole che Emma si rammemori del suo essere la Salvatrice deve rimediarle un nemico da sfidare. Regina, dunque, riassume i panni della temuta Regina Cattiva e rapisce Biancaneve e il Principe Azzurro durante la cerimonia d'investitura a cavaliere di Henry. Inizialmente, Emma si sottomette a Regina, che per sollecitarla a reagire, sbriciola i cuori di Biancaneve e James (convinta che il mondo sia fasullo e questo non reputi conseguenze in futuro), ma neppure questo sembra bastare a farla risvegliare; Henry si avventa su Regina per ucciderla, ed è proprio la scena del figlio che sta per abbandonarsi al male che riscuote i ricordi e i poteri di Emma. Emma e Regina stanno per rimpatriarsi a Storybrooke col fagiolo magico di Tremotino, ma vengono aggredite alla sprovvista da Robin Hood, e sprecano il portale di ritorno, rimanendo intrappolate nel Regno del Desiderio.
- Guest star: Deniz Akdeniz (Aladdin), Karen David (Shirin/Principessa Jasmine), Beverley Elliott (vedova "Granny" Lucas/Granny), Giles Matthey (Morfeo/Gideon), Keegan Connor Tracy (Madre Superiora/Fata Turchina), Lee Arenberg (Leroy/Brontolo), Geoff Gustafson (Svicolo), Sean Maguire (Robin Hood).
- Altri interpreti: Gabe Khouth (Eolo/Tom Clark), David-Paul Grove (Dotto), Faustino Di Bauda (Pisolo), Michael Coleman (Gongolo), Mig Macario (Mammolo).
- Ascolti USA: telespettatori 3 270 000 – share 18-49 anni 3%[11]

## Il cigno
- Titolo originale: Tougher Than the Rest
- Diretto da: Billy Gierhart
- Scritto da: Edward Kitsis e Adam Horowitz
- Antefatti riguardanti: Emma Swan e Pinocchio
- Nota: le azioni al presente tra Storybrooke e il Regno del Desiderio sono contemporanee.

### Trama
Minneapolis, 1990. La piccola Emma è scappata da una casa famiglia e vive per strada. Una sera d'inverno, Emma sta bruciando le pagine di un libro di favole per scaldarsi, e viene accostata da un ragazzino poco più grande di lei, che, per farle coraggio, le enuncia che, proprio come nella fiaba de “Il brutto anatroccolo”, anche Emma deve saper essere l'artefice del suo destino e cambiare la sua vita in meglio. Emma, rincuorata, va a una stazione di polizia per farsi identificare e, all'impiegata di turno, dice di chiamarsi Emma “Swan”, in riferimento al cigno della storia che spera di divenire in futuro.
Regno del Desiderio, presente. Emma e Regina vengono derubate da Robin che, in questa realtà, è un ladro per scopo personale. In mancanza di un altro fagiolo magico, Emma e Regina si rivolgono a Pinocchio, intimo amico di Emma, al fine che l'uomo possa intagliare per loro la medesima teca magica che fece viaggiare Emma dalla Foresta Incantata al mondo reale. Regina, però, molla momentaneamente Emma e Pinocchio per parlare con Robin, ma i due vengono arrestati dallo Sceriffo di Nottingham. Tremotino li salva solo per sbatterli nella sua di prigione e vendicarsi di Regina, che nel Regno del Desiderio ha assassinato Belle. Intanto, Emma e Pinocchio si scontrano con la copia di Capitan Uncino, un grasso ubriacone, e nella rissa lo scalpello incantato di Pinocchio viene fatto a pezzi e il falegname si deprime. Emma spedisce Uncino lontano e poi tenta di rimediare al danno, trovando un cigno di legno nella cassetta di Pinocchio. Pinocchio le spiega che è un regalo del padre che lo ha incitato a fare come il brutto anatroccolo, ripetendo le stesse frasi d'incitamento che la piccola Emma udì da quel ragazzino sotto il ponte, capendo che era August. Emma, allo stesso modo, lo incita a non arrendersi e Pinocchio costruisce l'armadio magico, e si ricongiungono con Regina e Robin, evasi dalla cella di Tremotino. Regina decide di portare Robin con sé a Storybrooke e i tre attraversano brillantemente il portale. 
Storybrooke, presente. A Storybrooke, Gedeone rivela agli stupefatti Gold e Belle di essere stato torturato per ben 28 anni dalla Fata Nera, ma di essersi opposto ai suoi sforzi di renderlo malvagio; l'unico modo per Gedeone di sconfiggere la Fata Nera una volta per tutte è quello di uccidere Emma, la Salvatrice, per assorbirne i poteri. Contrariamente a Gold, volenteroso di appoggiare il figlio nella sua prossima battaglia, Belle ricorre a David e Uncino per fermare Gedeone e farlo rinnegare all'oscurità. Tornata a Storybrooke, Emma viene immediatamente aggredita da Gedeone, col quale aziona un violento duello di spada e iniziando la visione premonitrice ma, benché il ragazzo sia dotato di enormi poteri magici, Emma, con la fiducia in sé stessa, contrattacca, quindi Gedeone è costretto a battersi in ritirata. Emma ringrazia poi August per aver sempre vegliato su di lei, mentre Gold e Belle si riconciliano per amore del figlio. Gedeone, adirato per aver perso contro la Salvatrice, distrugge l'orologio della torre, dichiarando guerra a Storybrooke.
- Guest star: Sean Maguire (Robin Hood), Giles Matthey (Morfeo/Gideon), Eion Bailey (August Wayne Booth/Pinocchio), Wil Traval (Keith/Sceriffo di Nottingham).
- Altri interpreti: Gaalen Engen (proprietario del bar), Mckenna Grace (Emma da bambino), Rustin Gresiuk (Pinocchio da ragazzo), Nancy Sivak (Helen).
- Ascolti USA: telespettatori 3 030 000 – share 18-49 anni 3%[12]

## Un assassinio scellerato
- Titolo originale: Murder Most Foul
- Diretto da: Morgan Beggs
- Scritto da: Jerome Schwartz e Jane Espenson
- Antefatti riguardanti: Robert e Re George

### Trama
Foresta Incantata, passato. Ruth e Robert sono una coppia di poveri contadini con due gemelli neonati, David e James, gravemente malati. Tremotino, per avere uno dei piccoli da dare a Re George, offre loro la cura per guarire entrambi. La scelta di chi debba essere l'erede al trono di George, sorteggiata con la fantomatica monetina di Robert, ricade su James. 6 anni dopo, Robert, divenuto un alcolizzato, si associa alla missione di recupero di James, scappato da palazzo, intenzionato a riportarlo a casa e fare una sorpresa a David, promettendogli che non si avvicinerà all'alcool. Robert chiede a Tremotino una mano a trovare James e, in cambio di un capello, il Signore Oscuro rivela la sua ubicazione: il Paese dei Balocchi, un'isola fatta di tentazioni. Robert, resistendo agli addetti che gli offrono boccali di birra, incontra Pinocchio e gli domanda se abbia visto James. Il burattino lo accompagna dal ragazzo, che rivela di essere fuggito perché infelice della sua vita a corte, così Robert gli dice che lo vuole portare alla sua vera casa, dove vivrà felice con dei premurosi genitori e un fratello. Fuggiti dagli uomini dell'Omino di burro, Robert e James incappano proprio in Re George che, non accettando le suppliche di Robert, ordina a dei cavalieri di ucciderlo (successivamente, mentirà a James dicendogli che i suoi genitori lo abbandonarono perché cattivo, rendendolo una persona malvagia). I due cavalieri, quindi, legano Robert ad un carro, lo ricoprono d'alcol e si apprestano a pugnalarlo per poi mandare il carro verso un burrone, ma Robert viene miracolosamente salvato dalla ciurma di Uncino, che però uccide anche Robert, in quanto testimone dell'assassinio di due cavalieri del re.
Storybrooke, presente. David è vessato da continue apparizioni del fantasma di suo padre Robert, che lo spingono a ricercare la verità sulla sua morte. Aiutato da un riluttante Uncino, che sta pianificando la proposta di matrimonio per Emma, David ruba delle pozioni magiche dal capanno della figlia, con cui gli uomini intuiscono che Robert sia stato ammazzato nei pressi del Paese dei Balocchi. Paese dei Balocchi significa Pinocchio e i due interrogano August, che dichiara di aver aiutato un sobrio Robert in cerca di James. David, felice che il padre mantenne la promessa, realizza che George è il suo assassino (visto che James non tornò a casa) e si affretta ad ammazzare Spencer, rinchiuso in manicomio, ma Uncino lo dissuade dal compiere un'azione di cui potrebbe pentirsi. David, finalmente, allenta la presa per il passato di Robert e dà affettuosamente a Uncino la sua benedizione per fargli sposare Emma. Intanto, Regina fa da guida a Storybrooke al Robin del Regno del Desiderio, ma l'uomo è assai diverso dal Robin amato da Regina: prima di tutto, tenta di eliminare Keith, giudicandolo ancora il disprezzato Sceriffo di Nottingham e, baciando Regina, quest'ultima non avverte alcuna scintilla d'amore; inoltre, Robin sottrae una scatola magica dal caveau di Regina. August tramanda a Uncino le pagine strappate precedentemente da lui da C'era una volta, che narrano delle sue avventure nel Paese dei Balocchi (da lui precedentemente strappate dalla vergogna), inclusa quella con Robert, che Uncino scopre da un'illustrazione essere il testimone che uccise. Uncino nasconde le pagine a Emma e David per non essere scoperto, ma viene logorato dai sensi di colpa.
- Guest star: Sean Maguire (Robin Hood), Eion Bailey (August Wayne Booth/Pinocchio), David Cubitt (Robert), Alan Dale (Albert Spencer/Re George), Raphael Sbarge (Dr. Archie Hopper/Grillo Parlante), Wil Traval (Keith/Sceriffo di Nottingham), Matt Ellis (Francisco), Luke Roessler (David/James da giovane), Tara Wilson (Ruth).
- Altri interpreti: Jakob Davies (Pinocchio voce), Bart Anderson (locandiere), Brandyn Eddy (birraio delle giostre), King Lau (bigliettaio delle giostre).
- Ascolti USA: telespettatori 3 060 000 – share 18-49 anni 3%[13]

## Figli
- Titolo originale: Ill-Boding Patterns
- Diretto da: Ron Underwood
- Scritto da: Andrew Chambliss e Dana Horgan
- Antefatti riguardanti: Tremotino, Baelfire e Beowulf

### Trama
Foresta Incantata, passato. Il valoroso condottiero Beowulf pilota i suoi uomini nella Guerra degli Orchi con l'ausilio della potente spada Hrunting, impregnata di Magia di Luce, ma l'esercito viene facilmente sopraffatto dalle creature; all'ultimo istante, compare Tremotino, da poco il Signore Oscuro, che pone fine al conflitto col suo potere. Tremotino viene acclamato dalla gente del villaggio, ma Beowulf lo discrimina per la sua Magia Oscura. Anche Baelfire è poco convinto dall'uso della Magia Oscura, così Tremotino gli promette che non opererà mai il Pugnale dell'Oscuro. Un giorno, il villaggio chiede a Tremotino di fermare il mostro Grendel che ha fatto una strage nelle vicinanze e Tremotino, accompagnato da Bae (a cui affida il pugnale) parte per sconfiggerlo senza l'ausilio della magia, ma il Grendel non esiste: era una trappola di Beowulf per infangare il nome di Tremotino e accusarlo di essere lui stesso un mostro. Baelfire, per vendicarsi di Beowulf, ordina a Tremotino di ucciderlo col Pugnale dell'Oscuro, e Tremotino, avvertendo che Baelfire stia subendo gradualmente il flusso della sua Oscurità, gli cancella la memoria con una pozione dell'oblio, ma il ragazzino biasimerà il padre per la morte di Beowulf.
Storybrooke, presente. Gedeone è alla sfrenata ricerca della spada che dovrà trafiggere Emma, Hrunting, andata distrutta in seguito alla lotta con la Salvatrice, ma Gold lo stordisce e gli fa sorseggiare un po' della sua pozione dell'oblio per fargli scordare della sua sete di vendetta nei confronti della Fata Nera. Purtroppo, Gedeone ne è immune, e col pugnale del padre, si fa dire dal Signore Oscuro chi abbia forgiato Hrunting per poter riparare la lama: la Madre Superiora. Gold, tuttavia, per non piantare in Gedeone il seme dell'oscurità, procede con l'impresa al suo posto, e risucchia il potere della fata, che sprofonda in coma. Malgrado sia un gesto sconsiderato, Belle è comunque fiera che Gold abbia, per una volta, anteposto il bene del figlio. Nel frattempo, Uncino, lacerato dai rimorsi per quanto fatto a Robert, fa la proposta a Emma, che accetta lietamente. Robin, invece, si organizza per lasciare Storybrooke con Zelena, che, mischiando i vari ingredienti rubati dall'antro di Regina, crea una miscela che possa infrangere l'incantesimo della Regina Cattiva sul confine cittadino, ma non ha successo. La Regina Cattiva, in forma di cobra, se la svigna sotto il naso di Regina e Zelena, e morde Robin a un braccio, saturo di diverse gocce del filtro anti-magia di Zelena e così facendo la strega ritorna umana.
- Guest star: Sean Maguire (Robin Hood), Giles Matthey (Gideon), Raphael Sbarge (Dr. Archie Hopper/Grillo Parlante), Keegan Connor Tracy (Madre Superiora/Fata Turchina), Torstein Bjørklund (Beowulf), Brandon Spink (Baelfire).
- Ascolti USA: telespettatori 2 710 000 – share 18-49 anni 3%[14]

## Pagina 23
- Titolo originale: Page 23
- Diretto da: Kate Woods
- Scritto da: David H. Goodman e Brigitte Hales
- Antefatti riguardanti: la Regina Cattiva

### Trama
Foresta Incantata, passato. La Regina Cattiva sta razziando l'ennesimo villaggio per acciuffare Biancaneve, quando le si palesa Trilli, che la sprona a inseguire l'uomo col tatuaggio del leone, Robin Hood, ma Regina è troppo accecata dall'odio per dar spazio all'amore. Dunque, il Principe Henry, sapendo che la vendetta non farà felice Regina, attira la figlia, con lo zampino di Trilli, verso la leggendaria Freccia di Cupido, che potrà condurre la donna dalla persona che ama di più. Regina, però, incanta la freccia per farsi scortare invece dalla persona più detestabile, fiduciosa che così stanerà Biancaneve, ma, invece, il dardo si poggia accanto a uno specchio nel suo castello: riflettendosi in esso, Regina capisce di essere lei stessa la persona che odia di più al mondo.
Storybrooke, presente. La Regina Cattiva induce Robin a recuperare le Forbici delle Parche per lei, propensa a utilizzarle per staccarsi permanentemente da Regina e poterla uccidere. La strega, poi, priva Henry della sua penna d'Autore, immaginando che il ragazzo voglia scriverle un brutto epilogo, e invia a Regina la pagina alternativa numero 23 del libro di favole che illustra il suo lieto fine con Robin. Regina suppone che la sua metà abbia rapito Robin, così va nell'ufficio del sindaco per regolare i conti: Regina e la Regina Cattiva, in seguito all'essersi separate con le cesoie, se le suonano di santa ragione, ma Regina accetta il fatto che la Regina Cattiva è e sarà sempre parte di sé, perciò proporziona la bontà e la malvagità nei loro cuori per smetterla di odiarsi e cominciare ad amarsi in tutte le sue sfaccettature. La Regina Cattiva può redimersi, e, dietro richiesta di Regina, Henry, col suo potere di Autore, la trasferisce nel Regno del Desiderio per un nuovo inizio. Qui, la donna s'incontra con Robin, rimandato con la Bacchetta dell'Apprendista, nella taverna in cui il loro amore era destinato a nascere, e i due possono vivere felicemente insieme. Intanto, Emma sorprende Uncino guardare i suoi ricordi sull'omicidio di Robert, e, non tanto delusa dal compagno per non aver detto la verità a David quanto per averla tenuta nascosta a lei, Emma mette in pausa la loro relazione. Uncino, per rinfrescarsi le idee, sta per salpare con Nemo e la sua ciurma sul Nautilus, ma la notizia dell'espiazione della Regina Cattiva gli fa cambiare idea. Purtroppo, Gedeone accende il motore del sottomarino prima che Uncino possa sbarcare, ed Emma, del tutto ignara, attende per ore l'uomo  ma, alla fine, spegne tristemente le luci di casa, pensando che Uncino l'abbia abbandonata.
- Guest star: Sean Maguire (Robin Hood), Giles Matthey (Gideon), Rose McIver (Trilli), Tony Perez (Principe Henry), Faran Tahir (Capitan Nemo).
- Ascolti USA: telespettatori 2 850 000 – share 18-49 anni 3%[15]

## Un posto sorprendente
- Titolo originale: A Wondrous Place
- Diretto da: Steve Pearlman
- Scritto da: Jane Espenson e Jerome Schwartz
- Antefatti riguardanti: Jasmine, Jafar e Ariel

### Trama
Agrabah, passato. Qualche tempo dopo la fuga di Aladdin, il Sultano auspica a Jasmine di sposarsi con uno dei suoi pretendenti principi per avere un esercito da contrapporre alla minaccia di Jafar. Lo stregone, a un certo punto, dà tempo a Jasmine fino al tramonto per approvare la sua proposta di matrimonio, oppure sterminerà Agrabah. I principi, timorosi, fanno un passo indietro, così Jasmine interpella Ariel, giunta fin lì per individuare il Principe Eric, contando sulla flotta dell'uomo per opporsi a Jafar. Tuttavia, una volta ritrovato Eric, il principe si manifesta come Jafar sotto mentite spoglie, il quale rispedisce Ariel nell'oceano. Ormai da sola, Jasmine acconsente al matrimonio con Jafar, ma scopre che il vero obiettivo del mago era di impadronirsi dell'anello della ragazza, connesso magicamente a un Incantesimo di Protezione sul regno: Agrabah è ora alla mercé di Jafar, che quindi la fa sparire di fronte agli occhi inorriditi di Jasmine.
Storybrooke, presente. Una sconsolata Emma racconta a David la verità sulla morte di suo padre Robert per mano di Uncino, ma anche sulla partenza del pirata da Storybrooke. Per far svagare Emma, Mary Margaret e Regina si concedono una serata tra donne al locale di Esopo, ed Emma può sfogarsi e piangere. A casa, Emma sta per cestinare la roba di Uncino, ma, da una conchiglia, sente incredibilmente la voce dell'amato dirle di essersi allontanato contro la propria volontà. Emma è al colmo della gioia, ma le si prospetta Esopo, che è in realtà Gedeone camuffato; Gedeone intima a Emma di aiutarlo a uccidere la Fata Nera, altrimenti lui si servirà delle sue lacrime, intrise su di un fazzoletto dimenticato al locale, per impedire al pirata di ritornare a Storybrooke.
Foresta Incantata, presente. Uncino, Nemo, Liam e l'equipaggio del Nautilus vengono attratti, da un trucco di Gedeone, nella Foresta Incantata, ma sono impossibilitati a variare rotta poiché Gedeone li ha sguarniti del sangue di Kraken, fondamentale per il sottomarino di viaggiare tra i reami. Uncino si occupa di estirpare il sangue da un Kraken, invano e, al momento stesso, di salvare Aladdin e Jasmine dalle fauci del mostro; difatti, il desiderio di Jasmine di riapparire ad Agrabah con Aladdin ha fatto capitare inspiegabilmente i ragazzi nella Foresta Incantata e materializzare l'anello regale di Agrabah nella tasca di Jasmine. Con un arpione incantato che rimarca la collocazione di una persona col cuore pieno di vendetta, Uncino, Aladdin e Jasmine rintracciano Jafar sull'Isola dell'Impiccato, e Jasmine usa il suo secondo desiderio per raggiungere l'isola. Uncino dice quindi addio a Nemo e Liam, che riprendono il largo con il Nautilus, e lui, Aladdin e Jasmine entrano in una casetta, di proprietà di Ariel ed Eric. I tre capiscono che Jafar è diventato un Genio (a seguito del finale di C’era una volta nel Paese delle Meraviglie) ma, invocandolo, lo stregone (avendo approfittato degli ultimi secondi dell'assenza di leggi magiche) si era liberato dei bracciali e, non appena fuori dall'urna, addormenta Aladdin, Ariel e Uncino e ha un faccia a faccia con Jasmine. Nella discussione, Jafar indica a Jasmine che Agrabah è stata rimpicciolita e posizionata nell'anello regale che la principessa ha avuto col suo primo desiderio, e la dileggia per non essere stata abile a difendere il suo regno, quindi si appresta a dare la caccia ad Alice, Cirus e Will Scarlet. Jasmine, però, non si fa condizionare dalle parole di Jafar e lo sconfigge una volta e per sempre con una sua polvere magica, che lo tramuta in un bastone di legno, uccidendolo. Come qualsiasi altro sortilegio che si rispetti, Jasmine dà ad Aladdin il Bacio del Vero Amore, liberando il ragazzo dalla lampada e riportando Agrabah alle sue dimensioni originali. Tutto si è risolto per il meglio ad Agrabah, e Ariel procura a Uncino una conchiglia, con cui l'uomo parla a distanza con Emma.
- Guest star: Giles Matthey (Gideon), Deniz Akdeniz (Aladdin), Karen David (Shirin/Principessa Jasmine), Nick Eversman (Liam), Oded Fehr (Jafar), Joanna García (Ariel), Gil McKinney (Principe Eric), Faran Tahir (Capitan Nemo), Thomas Cadrot (Esopo).
- Ascolti USA: telespettatori 2 800 000 – share 18-49 anni 3%[16]

## Il piccolo aiutante della mamma
- Titolo originale: Mother's Little Helper
- Diretto da: Billy Gierhart
- Scritto da: Edward Kitsis e Adam Horowitz (soggetto); Paul Karp (sceneggiatura)
- Antefatti riguardanti: Gedeone, Roderick e la Fata Nera

### Trama
Reame Oscuro, passato. La Fata Nera ha appena sottratto Gedeone alla Fata Turchina. Gedeone, così come gli altri bambini presi dalla Fata Nera, vive in condizioni penose e stringe amicizia con uno dei ragazzini, Roderick. Una sera, la Fata Nera becca Gedeone nella lettura de Il suo aitante eroe, libro datogli dalla madre Belle e, per misurare l'eroismo del ragazzo, la donna sequestra Roderick per fargli del male e lascia la porta della cella di Gedeone aperta: Gedeone potrebbe aiutare l'amico, ma la paura lo frena, così Roderick viene portato via dalla Fata Nera. Anni dopo, nel giorno del suo 28º compleanno, Gedeone ha potenziato la sua magia con gli insegnamenti della Fata Nera, e viene delegato da quest'ultima di smascherare il ladro che le ha rubato la chiave della sua teca. Con stupore, Gedeone scopre che il colpevole è Roderick, ancora vivo, il quale gli riferisce che il piano della Fata Nera è quello di ammassare quanta più Polvere Magica dalle miniere per migliorare il suo Sortilegio Oscuro, di cui è la vera creatrice; il modo per battere la Fata Nera è riposto nella Salvatrice, che Roderick intende contattare con un globo magico preservato nelle camere della fata. Sentendosi in colpa per non aver fatto la cosa giusta per l'amico in passato, Gedeone lo spalleggia, ma purtroppo, la Fata Nera, che ha orchestrato il tutto sin dal furto della chiave per testare la fedeltà del nipote, uccide Roderick e strappa il cuore a Gedeone per averlo sotto scacco. Non essendo il suo esilio capace di farle abbandonare il Reame Oscuro, la Fata Nera costringe Gedeone a dirigersi a Storybrooke per eliminare la Salvatrice e canalizzare la sua Magia di Luce nella spada Hrunting, così da aprire un portale tra i due mondi e permetterle di essere libera.
Storybrooke, presente. Gedeone ricatta Emma per averla dalla sua e sgominare la Fata Nera. Emma accoglie la pretesa, ma vuole da lui una garanzia, per cui, Gedeone le dà Hrunting e le istruzioni per far rientrare Uncino a Storybrooke. Alla villa dello Stregone, i due si preparano, ma vengono improvvisamente attaccati da un ragno gigante, che è stato evocato proprio da Gedeone per fargli uccidere Emma e incanalare i suoi poteri in Hrunting. Gedeone, con la spada ricaricata, spalanca un varco per il Reame Oscuro, ma Gold salva Emma e il portale si richiude; la Fata Nera, tuttavia, è riuscita per un soffio ad attraversarlo e a giungere a Storybrooke. A questo punto, vi è una frattura tra Emma e la sua famiglia, che vogliono fermare Gedeone, con Gold e Belle che, in quanto suoi genitori, devono proteggerlo. Nel frattempo, Henry cade in una sorta di trance e scrive furiosamente degli strani segni. Regina e Henry, quindi, chiedono chiarimenti a Isaac Heller, ex Autore internato in manicomio, che, in cambio di un lasciapassare per New York, spiega loro che i poteri di Henry si stanno rafforzando sempre di più e che ben presto la Salvatrice combatterà nella Battaglia Finale, che decreterà l'ultimo capitolo di C'era una volta e la fine della storia di Emma.
Foresta Incantata, presente. Uncino sta cercando la maniera di fare ritorno a Storybrooke, e scommette la sua Jolly Roger in una partita a carte con Barbanera per la vincita di un fagiolo magico. Pur perdendo di proposito, Uncino inganna Barbanera, dato che la nave è a Storybrooke, perciò, i due capitani oltrepassano il portale prodotto dal fagiolo per andare in città, ma la Magia Oscura di Gedeone che ha bandito Uncino li fa atterrare sull'Isola che non c'è, governata dai Bimbi Sperduti devoti al defunto Peter Pan, che subito li attaccano per ucciderli. Arrivati su una spiaggia, Barbanera tradisce Uncino, e scappa via con una barchetta, e Uncino, di conseguenza, deve sbrigarsela da solo sull'Isola che non c'è.
- Guest star: Giles Matthey (Gideon), Patrick Fischler (Isaac Heller), Charles Mesure (Barbanera), Jaime Murray (Fata Nera).
- Altri interpreti: Ingrid Torrance (Infermiera Ratched), Peter Marcin (capo), Anton Starkman (Gideon da giovane), Mason McKenzie (Roderick), Grayson Gabriel (Roderick da adulto), Rohan Campbell (minatore), Eleanor Jane (infermiera).
- Ascolti USA: telespettatori 2 600 000 – share 18-49 anni 3%[17]

## Svegli
- Titolo originale: Awake
- Diretto da: Sharat Raju
- Scritto da: Andrew Chambliss e Leah Fong
- Antefatti riguardanti: Mary Margaret Blanchard e David Nolan
- Nota: le azioni al presente tra Storybrooke e l'Isola che non c'è sono contemporanee.

### Trama
Storybrooke, passato. Ai tempi del Sortilegio Oscuro originale, Mary Margaret deposita un fiore sul letto d'ospedale dell'incosciente David, ma la magia di cui era permeata la pianta fa risvegliare l'uomo sia dal coma, sia dalla maledizione. Anche Mary Margaret, premendo la mano di David, riacquista la sua memoria di Biancaneve, e i due amati subito interrogano Gold, che si ridesta dal Sortilegio Oscuro all'udito del nome di Emma. Gold asserisce che la polvere del fiore colto dalla donna abbia il potere di far riunire il Vero Amore tra due o più persone, così, Mary Margaret e David ne usano un po' per poter arrivare alla loro figlia Emma; tuttavia, Gold afferma che sono passati solamente 10 anni dal lancio del Sortilegio Oscuro, e quindi, se Mary Margaret e David si ricongiungessero con Emma, la bambina non percorrerà il suo cammino di Salvatrice e non salverà Storybrooke. A Mary Margaret e David tocca far sì che Emma esegua il suo destino, perciò, a malincuore, dopo aver intravisto la figlia col potere del fiore, i due bevono una pozione di Gold che li fa riaddormentare nuovamente sotto l'impatto del Sortilegio Oscuro.
Presente. A Storybrooke, Mary Margaret e David si sottopongono a una rischiosa procedura magica di Regina e Zelena per spezzare l'Incantesimo del Sonno che li tiene separati, ma la potenza oscura della maledizione indebolisce i loro cuori e, se non troveranno in fretta il modo di rimuoverla, cadranno entrambi in un sonno eterno. David, però, scorge in città gli stessi fiori che hanno risvegliato temporaneamente lui e Mary Margaret nel Sortilegio Oscuro: per l'appunto, Zelena ritiene che questi fiori crescano solo in reazione alla presenza di una grande malvagità e, in effetti, la causa sarebbe la venuta a Storybrooke della Fata Nera. Nel contempo, sull'Isola che non c'è, Uncino scampa alla furia dei Bimbi Sperduti con l'aiuto di una sua vecchia conoscenza, Giglio Tigrato, la quale vuole far recapitare a Emma il frammento della potente bacchetta magica che esiliò la Fata Nera nel Reame Oscuro, e con cui la Salvatrice potrà sconfiggerla; infatti, Giglio Tigrato era una fata e amica stretta della Fata Nera, ma, fallendo nel tentativo di non farla convertire al male, rinnegò le ali ed emigrò volontariamente sull'Isola che non c'è. Uncino, allora, si snoda dalla propria ombra e la indirizza a Storybrooke per portare il pezzetto della bacchetta a Emma, che intanto, insieme a Mary Margaret, si scontra con la Fata Nera, che la Salvatrice dovrà affrontare nell'imminente Battaglia Finale, profetizzata da Tremotino all'alba del primo Sortilegio Oscuro. Gedeone, comandato dalla Fata Nera, distrugge il campo dei fiori magici, ma resiste al suo controllo per farne sopravvivere uno, che Emma provvede a praticare per liberare i genitori dall'Incantesimo del Sonno. Mary Margaret ci rinuncia per dare alla figlia l'opportunità di salvare Uncino, ed Emma, dunque, apre un portale e spinge Uncino a casa. Uncino rinnova la sua proposta di matrimonio a Emma, che gradisce con gioia, e Regina persuade gli abitanti di Storybrooke a condividere nei loro cuori una minuscola parte dell'Incantesimo del Sonno che grava su Mary Margaret e David, cosicché essa risulti tanto indebolita da infrangersi da sola: Mary Margaret e David, quindi, possono riabbracciarsi; David perdona Uncino per l'assassinio di Robert; e gli eroi sostengono Emma nell'incombente Battaglia Finale. In nottata, Gold discute con la Fata Nera, dicendole di aver sempre saputo che le azioni di Gedeone fossero dettate da lei col dominio sul suo cuore, e giura di fare l'impossibile per salvare il figlio e annientare la madre, anche a costo di sacrificare l'intera Storybrooke.
- Guest star: Giles Matthey (Gideon), Jaime Murray (Fata Nera), Tony Amendola (Marco/Geppetto), Lee Arenberg (Leroy/Brontolo), Beverley Elliott (vedova "Granny" Lucas/Nonna), Raphael Sbarge (Dr. Archie Hopper/Grillo Parlante), Sara Tomko (Giglio Tigrato).
- Altri interpreti: David Avalon (Dotto), Faustino di Bauda (Pisolo), McKenna Grace (Emma da bambina), Gabe Khouth (Eolo), Ayden Turpel-Stewart (Bimbo Sperduto #1), Mathew Bittroff (Bimbo Sperduto #2).
- Ascolti USA: telespettatori 2 510 000 – share 18-49 anni 3%[18]

## La magia di Zelena
- Titolo originale: Where Bluebirds Fly
- Diretto da: Michael Schultz
- Scritto da: David H. Goodman e Brigitte Hales
- Antefatti riguardanti: Zelena e Stanum/l’Uomo di Latta

### Trama
Oz, passato. Zelena viene visitata al suo Castello di Smeraldo da un amico di vecchia data, Stanum, che, a differenza delle altre persone di Oz, ha sempre visto del buono nei suoi poteri magici. Stanum necessita del contributo di Zelena nel recupero del Cuore Cremisi, un artefatto che può salvarlo da un maleficio scagliato dalla Malvagia Strega del Nord sul suo corpo, che si sta progressivamente tramutando in latta. Strada facendo, Zelena e Stanum vengono assaliti dal Leone Codardo, che viene reso tale dalla Perfida Strega con una palla infuocata. A destinazione, Zelena e Stanum apprendono che il Cuore Cremisi, per funzionare, deve prosciugare la magia di Zelena, che crede che Stanum lo abbia sempre saputo per toglierle i poteri su direttiva della sua acerrima nemica Dorothy, così, la Perfida Strega, presa dall'egoismo e dalla rabbia, lo abbandona al suo destino e Stanum si trasforma quindi nell'Uomo di Latta.
Storybrooke, presente. Zelena rifiuta una probabile collaborazione con la Fata Nera e, anzi, per avere la rivalsa sulle minacce della donna, si cala nelle miniere dei Nani per fargliela pagare. Accorgendosi che Belle sta badando alla piccola Robin, Regina capta i piani della sorella e la raggiunge immediatamente. Nelle miniere, traboccanti di Cristalli Fatati, tra Regina e Zelena scoppia una furiosa lite, interrotta dalla Fata Nera e da Gedeone. Regina tiene impegnato Gedeone e Zelena fronteggia la Fata Nera, ma questi aveva architettato tutt'un suo progetto malevolo: con la Magia Oscura e instabile di Zelena, bisognosa d'amore, la Fata Nera danneggia i Cristalli Fatati, fruttandoli in armi oscure con cui si potrà dare inizio alla Battaglia Finale. Intanto, fervono i preparativi per il matrimonio di Emma e Uncino, ma David è terribilmente in ansia per l'approssimarsi della Battaglia Finale, e la sua agitazione peggiora quando neanche il potere d'Autore di Henry si mostra efficace nell'alterare l'esito incerto della guerra; lo stesso Henry, in più, sta cercando di tradurre i simboli scritti da lui alla rinfusa. Date le circostanze, perciò, Emma e Uncino sono d'accordo a rimandare le nozze finché non verrà scansato il pericolo della Fata Nera. Zelena, per non aggravare ancor di più la situazione, sta per entrare in un portale diretto a Oz, ma, all'ultimo istante, decide di porre rimedio ai suoi casini e risucchia tutta la sua Magia Oscura nel Cuore Cremisi, afferrato dal tornado per Oz, nonostante significhi che, d'ora in poi, non avrà più i suoi poteri; in questa maniera, l'oscurità dei Cristalli Fatati viene annullata, e la Fata Nera si ritrova punto e daccapo. Frattanto, Gold e Belle stanno studiando il criterio per risvegliare la Madre Superiora e avere informazioni sul come uccidere la Fata Nera, ed Emma, Regina e Zelena utilizzano un Cristallo Fatato per salvarla. La Fata Nera è assai turbata dalla ripresa della Madre Superiora, poiché la Fata Turchina è al corrente del suo oscuro segreto che riguarda il reale motivo per cui abbandonò Tremotino tantissimi anni prima.
- Guest star: Giles Matthey (Gideon/Morfeo), Jaime Murray (Fata Nera/Fiona), Keegan Connor Tracy (Madre Superiora/Fata Turchina).
- Altri interpreti: Isabella Blake-Thomas (Zelena da giovane), Alex Désert (Stanum/Uomo di Latta), Jorden Birch (guardia di Oz #1), Austin Obiajunwa (Stanum da giovane), Dylan Sloane (bullo).
- Ascolti USA: telespettatori 2 690 000 – share 18-49 anni 3%[19]

## La madre di Tremotino
- Titolo originale: The Black Fairy
- Diretto da: Alrick Riley
- Scritto da: Jerome Schwartz e Dana Horgan
- Antefatti riguardanti: Fiona/la Fata Nera, Giglio Tigrato e la Fata Turchina

### Trama
Foresta Incantata, passato. In una fredda notte d'inverno, Fiona dà alla luce il suo bambino, ma la Fata Turchina e Giglio Tigrato, fata madrina del piccolo, la rendono partecipe del fatto che, dal Libro delle Profezie, suo figlio è designato essere il Salvatore che si batterà con un Grande Male nella Battaglia Finale, e il suo avversario, nato nel medesimo periodo invernale, si contraddistinguerà da una cicatrice a forma di mezzaluna sul polso. Impaurita all'idea di perdere il bambino, Fiona si muta in una fata per proteggerlo coi suoi poteri, e assieme a Giglio Tigrato, si mette alla ricerca del neonato che ucciderà il figlio, con scarsi risultati. Dunque, Fiona opta per l'invenzione di una maledizione che scongiurerà la morte di suo figlio e che bandirà tutti i bambini nati in quell'inverno e non solo in un mondo senza magia, dando origine al Sortilegio Oscuro. Sebbene la Magia Oscura sia preclusa alle Fate, Fiona prosegue con la sua idea nella Sacra Cripta delle Fate, e Giglio Tigrato prova in tutti i modi di farla ragionare, ma Fiona, ormai fuori di testa, strappa il cuore all'amica per non essere intralciata; Fiona, così, incrinandosi all'oscurità, diventa la Fata Nera col simbolo della mezzaluna sulla pelle, confermandosi il Grande Male, creato e non nato, che segnerà la fine di suo figlio. La Fata Turchina restituisce il cuore a Giglio Tigrato, e le due Fate consigliano a Fiona di recidere la sua magia con le Forbici delle Parche ed evitare la profezia, ma la Fata Nera, per non spogliarsi dai suoi poteri, estingue invece il destino di Salvatore del figlio. La Fata Turchina esilia quindi la Fata Nera nel Reame Oscuro, e, con Giglio Tigrato, riporta il neonato al padre Malcolm, omettendo però della folle malvagità della moglie, dicendogli che la donna è morta per salvare suo figlio. Amareggiato, Malcolm incolpa il piccolo di essere colpevole della scomparsa di Fiona, perciò lo battezza con il disprezzante nome di un folletto sventuroso: Tremotino.
Storybrooke, presente. La Madre Superiora comunica agli eroi che l'altra metà della bacchetta è serbata nel “centro” di Storybrooke, che metaforicamente parlando si localizza nella tavola calda di Granny, prima di essere rapita dalla Fata Nera e da Gedeone, il quale viene sfornito dalla sua magia da Gold e trattenuto nella bottega. Mentre Mary Margaret, David, Regina e Uncino frugano dappertutto nel locale, Belle veglia sui corpi di Emma, Gold e Gedeone, addormentato con la sabbia magica del Tempio di Morfeo per addentrarsi nei sogni di Gedeone e capire dove la Fata Nera abbia nascosto il cuore del giovane. Tuttavia, Emma, Gold e Gedeone s'introducono nei sogni di Gold che, con il giusto stimolo di Emma, affronta la cruda realtà dell'abbandono e i tre assistono a come Fiona sia divenuta la Fata Nera solo per mandare all'aria la sorte da Salvatore di Gold. Intanto, Zelena si sta difficilmente abituando alla vita senza magia, pertanto, Regina le insegna a guidare per farla fuggire da Storybrooke con Henry e Robin quando inizierà la Battaglia Finale. La Fata Nera duella con Regina per il possesso dell'altro pezzo della bacchetta, ma Zelena investe Fiona con la macchina e la mette in fuga. Al risveglio di Emma, Gold e Gedeone, Gold riaggiusta la bacchetta magica e s'incontra con Fiona; recependo che il comportamento della madre fosse basato sul voler proteggere il figlio, ma anche sul non sottrarsi al potere, proprio come fece Tremotino con Baelfire, Gold la perdona e passa dalla sua parte: fa credere agli eroi di aver eliminato la Fata Nera e reintegra il cuore nel petto di Gedeone, che può finalmente stare con Gold e Belle. La Fata Nera, poi, progetta di uccidere Emma il giorno successivo, in cui si terrà il suo matrimonio con Uncino.
- Guest star: Giles Matthey (Gideon/Morfeo), Jaime Murray (Fata Nera/Fiona), Keegan Connor Tracy (Madre Superiora/Fata Turchina), Beverley Elliott (vedova "Granny" Lucas/Nonna), Sara Tomko (Giglio Tigrato), Stephen Lord (Malcolm).
- Ascolti USA: telespettatori 3 050 000 – share 18-49 anni 4%[20]

## La canzone nel tuo cuore
- Titolo originale: The Song in Your Heart
- Diretto da: Ron Underwood
- Scritto da: David H. Goodman e Andrew Chambliss
- Antefatti riguardanti: Biancaneve, il Principe Azzurro, la Regina Cattiva, Capitan Uncino e Zelena

### Trama
Foresta Incantata, passato. Le minacce della Regina Cattiva al suo matrimonio allertano un sacco Biancaneve, che esprime il desiderio che sua figlia Emma abbia il suo lieto fine. Il mattino seguente, così, tutti i personaggi del Mondo delle Favole si esprimono cantando: Biancaneve e il Principe Azzurro, ipotizzando che le canzoni siano il modo di sconfiggere la Regina Cattiva, danzano a ritmo di “Powerful Magic”; analogamente, la bizzarra voglia di cantare travolge perfino Regina e infiacchisce i suoi poteri, così, la donna, con “Love Doesn't Stand a Chance”, deve indagare su di un antidoto per il desiderio canterino; Zelena, intonando “Wicked Always Wins”, forgia un controincantesimo che fa pervenire a Regina, con la speranza che Tremotino, l'unico immune al desiderio di Biancaneve e James, capisca di aver sbagliato a scegliere la sorella per lo scaglio del suo Sortilegio Oscuro; Capitan Uncino, con la promessa di Biancaneve e James di poter avere la sua vendetta sul Signore Oscuro, cantando “Revenge Is Gonna Be Mine”, accompagna i sovrani al castello della Regina Cattiva, in cui Biancaneve e il Principe Azzurro se la vedono con Regina, lottando a suon di “Charmings vs Evil Queen”, ma la Regina Cattiva spezza l'incantesimo del canto con il marchingegno di Zelena. Convinti di aver fallito, Biancaneve e James comprendono, dalla Fata Turchina, che le canzoni di tutti loro non sono mai servite per debellare la Regina Cattiva, ma per essere conservate in Emma, così che possano riaffiorare in lei nel momento della Battaglia Finale contro il male, e il giorno dopo, ognuno nel Mondo delle Favole dimentica ciò che è successo.
Minnesota, 1991. La piccola Emma registra una canzoncina (i titoli di coda della serie), dando prova di avere in sé la canzone dei genitori, ma una ragazza della casa famiglia la scoraggia, ricordandole di essere una comune orfana.
Storybrooke, presente. Il matrimonio di Emma e Uncino si avvicina, e la Fata Nera, viva e vegeta, svela di stare allestendo il suo Sortilegio Oscuro nella torre dell'orologio per dividere Emma dai suoi cari nella Battaglia Finale, e che la maledizione diroccherà su Storybrooke nell'esatta occasione della cerimonia. Regina e Zelena, per avere tempo, mettono a punto una pozione per mandare a monte il Sortilegio Oscuro, ma Gold usa il filtro per immobilizzare le sorelle, Mary Margaret, David e Uncino. Emma, quindi, fa fronte da sola alla Fata Nera, che però le fa ascoltare la registrazione della sua canzone, assalendo Emma con dolorosi ricordi della sua infanzia passata in solitudine; Emma consegna il suo cuore a Fiona per salvare la sua famiglia, ma esso è invulnerabile alla Magia Oscura della fata perché impregno delle canzoni delle persone che l'amano. Esortata da Henry, che ha riesumato la pagina che tratta dell'incantesimo della Fata Turchina sul Mondo delle Favole, la Salvatrice canta “Emma's Theme”, talmente potente da sciogliere gli eroi dal malocchio congelante e costringere la Fata Nera a ritirarsi. A dispetto delle intimidazioni di Fiona, il matrimonio di Emma e Uncino viene gioiosamente celebrato sulle note di “A Happy Beginning”, ma, alle 6 in punto, il Sortilegio Oscuro della Fata Nera avvolge Storybrooke. Emma, nondimeno, confida che anche stavolta il bene vincerà sul male: la Battaglia Finale si profila all'orizzonte.
- Guest star: Jaime Murray (Fata Nera/Fiona), Keegan Connor Tracy (Madre Superiora/Fata Turchina), Beverley Elliott (vedova "Granny" Lucas/Nonna), Lee Arenberg (Leroy/Brontolo), Tony Amendola (Marco/Geppetto), Raphael Sbarge (Dr. Archie Hopper/Grillo Parlante), David Paul Grove (Dotto), Giancarlo Esposito (Sidney Glass/Specchio Magico), Christopher Gauthier (Spugna), Jack Davies (Pinocchio da giovane), McKenna Grace (Emma da giovane).
- Altri interpreti: Gabe Khouth (Clark/Eolo), Faustino di Bauda (Walter/Pisolo), Michael Coleman (Gongolo), Mig Macario (Mammolo), Ari Guzhel (ragazza più grande).
- Ascolti USA: telespettatori 2 870 000 – share 18-49 anni 3%[21]

## La battaglia finale - (1ª parte)
- Titolo originale: The Final Battle
- Diretto da: Steve Pearlman (1ª parte)
- Scritto da: Edward Kitsis e Adam Horowitz
- Eventi riguardanti: Emma Swan, Henry Mills, il signor Gold e Fiona

### Trama
Foresta Incantata, futuro. In un tempo di grandi sommosse, un uomo raccomanda a sua figlia di custodire gelosamente il libro di favole C'era una volta e di scappare lontano, dopodiché, viene raggiunto da delle terribili creature.
Storybrooke, presente. Il Sortilegio Oscuro della Fata Nera sembra essere una sorta di versione parallela della maledizione originale di Regina, con la sola differenza che Emma, avendo creduto alle storie di Henry, è rinchiusa nell'ala psichiatrica dell'ospedale e ha perso la fede sia in sé stessa, sia nella magia. Henry è stato risparmiato da Fiona, che adesso è la sindaca di Storybrooke e madre adottiva del ragazzo. Henry tenta l'impossibile per far rinsavire Emma, così usurpa C'era una volta dall'ufficio del dottor Hopper, terapista di Emma, ma Fiona fa ruzzolare il giovane giù per le scale e ne inscena un incidente. Intanto, Gold e Gedeone gestiscono il negozio d'antiquariato insieme, ma sono stati abbandonati da Belle molto tempo prima; Gold, non rassegnandosi, chiede a Fiona di riaprire le indagini sulla sparizione della moglie, ma la donna gli presenta delle fotografie che ritraggono Belle in una nuova e spensierata vita. Frattanto, Emma, dopo l'infortunio di Henry, teme che le favole di cui è tanto ossessionato lo abbiano solo ferito, perciò, incitata da Fiona, brucia C'era una volta nel fuoco.
Foresta Incantata, presente. Biancaneve, David, Regina e Uncino riprendono conoscenza nel castello dei primi due, e si capacitano che la vera Battaglia Finale non ha nulla a che fare con una guerra diretta, bensì con un conflitto interiore nell'animo di Emma circa la sua speranza. Zelena arriva con uno dei molteplici cappelli magici del Cappellaio Matto, col quale ostenta a Biancaneve, David, Regina e Uncino che la mancanza di fede nella Salvatrice sta facendo svanire tutti i reami del Mondo delle Favole. Riunitisi con altra gente di svariati regni, tra cui anche Aladdin, Jasmine e la Regina Cattiva, che abita con il Robin del Desiderio nel suo palazzo, David e Uncino scalano la pianta di fagioli e arraffano un fagiolo magico che li riporti a Storybrooke. Tuttavia, è troppo tardi, e proprio quando Emma getta il libro tra le fiamme, la Foresta Incantata incomincia a sgretolarsi a mano a mano.
- Guest star: Jaime Murray (Fata Nera/Fiona), Raphael Sbarge (Archie Hopper/Dr. Archie Hopper), Keegan Connor Tracy (Madre Superiora/Fata Turchina), Deniz Akdeniz (Aladdin), Karen David (Shirin/Principessa Jasmine), Andrew J. West (Henry Mills da adulto), Giles Matthey (Morfeo/Gideon), Tony Amendola (Marco/Geppetto), Alison Fernandez (Lucy Mills), Lee Arenberg (Leroy/Brontolo), Beverley Elliott (vedova "Granny" Lucas/Nonna), Sara Tomko (Giglio Tigrato), Olivia Steele Falconer (Violet).
- Altri interpreti: Gabe Khouth (Eolo/Sig. Clark), Faustino di Bauda (Pisolo/Walter), Peter Marcin, Ingrid Torrance (Infermiera Ratched), David Paul Grove (Dotto),
- Ascolti USA: telespettatori 2 950 000 – share 18-49 anni 4%[22]

## La battaglia finale - (2ª parte)
- Titolo originale: The Final Battle
- Diretto da: Ralph Hemecker (2ª parte)
- Scritto da: Edward Kitsis e Adam Horowitz
- Eventi riguardanti: Emma Swan, Henry Mills, il signor Gold e Fiona
- Nota: le azioni al presente tra Storybrooke e la Foresta Incantata sono contemporanee.

### Trama
Foresta Incantata, futuro. La ragazzina, Lucy, scopre che suo padre è scomparso, ma Giglio Tigrato, ritornata ad essere una fata, l'ammonisce di assegnare C'era una volta a sua madre e le assicura che prima o poi rivedrà il papà.
Presente. Nella Foresta Incantata, David e Uncino sopravvivono alla caduta dalla pianta di fagioli, ma, purtroppo, la scarsità di magia provocata dall'assenza di fede in Emma non può far operare correttamente il fagiolo: il Mondo delle Favole sta crollando intorno a loro, e la Regina Cattiva si sacrifica per far allontanare il più velocemente gli eroi. Nel frattempo, a Storybrooke, Emma è in procinto di lasciare la città per sempre, ma, con delle rappresentazioni della sua vita disegnate da Henry, crede nuovamente nella magia e il Mondo delle Favole smette di franare. Gold, che è stato sveglio per tutta la durata del Sortilegio Oscuro, con un Incantesimo di Localizzazione su Il suo aitante eroe, rinviene Belle in una fatiscente casa, ma la ragazza, per colpa di Fiona, ha perduto il coraggio e respinge il marito. Meditando vendetta verso la madre che, tra l'altro, ha ancora con sé il cuore di Gedeone, Gold le tiene testa nella sua bottega, ma Fiona ha già ordinato al nipote di uccidere Emma: difatti, tramite la sua bacchetta magica, Fiona ha decifrato le antiche rune scritte da Henry, le quali dichiarano che l'Oscurità non è abbastanza forte da spegnere la Luce, perciò unicamente la Luce può estinguere la Luce; Emma e Gedeone, entrambi dotati di Magia di Luce, sono destinati a distruggersi a vicenda, quindi, l'Oscurità trionferà in ogni caso. Fiona, poi, cerca di riavere Gold dalla sua, allettandolo con l'illusione che, con la sua vittoria nella Battaglia Finale, potrà resuscitare l'adorato Baelfire, ma Gold non si trae in inganno e polverizza la madre con la bacchetta magica: il Sortilegio Oscuro viene spezzato; Biancaneve, David, Regina, Uncino, Zelena e gli altri abitanti del Mondo delle Favole fanno ritorno rispettivamente nei loro regni; Belle si riappacifica con Gold; Emma ritrova i suoi ricordi e i suoi poteri; e, nella Foresta Incantata, il Robin del Desiderio fa la sua proposta alla Regina Cattiva. Disgraziatamente, il comando della Fata Nera impartito a Gedeone sussiste ancora, e il ragazzo ed Emma si battono con la spada, mentre Gold e Belle scendono nel rifugio di Fiona per annullare l'ordine sul cuore del figlio che, con tutto ciò, è ricoperto da un potentissimo Incantesimo di Protezione. Infine, Emma, sicura che la Luce può solamente generare altra Luce, si fa liberamente trafiggere da Gedeone, sprigionando una grande quantità di luce che invalida tutti gli incantesimi della Fata Nera, dunque il Mondo delle Favole viene ripristinato, Gedeone riemerge da neonato e Henry salva Emma col Bacio del Vero Amore. La Battaglia Finale si è conclusa nel verso giusto e in ogni regno aiutato da Emma e la sua famiglia è tornata la pace: sull'Isola che Non C'è, Trilli vive in tranquillità; Elsa e Anna regnano su Arendelle; il Paese delle Meraviglie è finalmente sereno; Jasmine e Aladdin si sono sposati; nella Foresta Incantata, Robin fa la proposta alla Regina Cattiva.
A Storybrooke, Emma e Uncino, ora sposati, sono i nuovi sceriffi di Storybrooke; Mary Margaret e David vivono in una nuova abitazione col piccolo Neal; Regina e Zelena mettono da parte le divergenze come brave sorelle; Regina viene eletta sindaco grazie ai Nani e cresce Henry insieme a Emma; Gold e Belle possono crescere tranquillamente Gedeone. 
Nella scena finale, la grande famiglia, composta da Emma, Uncino, Biancaneve, David, Neal, Regina, Zelena e la figlia Robin, Henry, Gold, Belle e Gedeone terminano il libro di C'era una volta con una festosa rimpatriata alla tavola calda di Granny.
Seattle, anni dopo. Lucy bussa all'appartamento di suo padre, che è nientepopodimeno che Henry Mills, il quale non la riconosce. Con una scena che rievoca il primo incontro tra Emma e Henry a Boston, Lucy dice a uno stupefatto Henry che la sua famiglia ha un serio bisogno di lui.